# Mario López (football, 1911)
Pour les articles homonymes, voir Mario López, López et Alfonso.
Mario López Alfonso (né le 2 décembre 1911 à La Havane et mort à une date inconnue) était un footballeur cubain reconverti en entraîneur.

## Biographie

### Carrière en club
Mario López joue son premier match officiel, le 16 décembre 1926, au sein de l'équipe América, au poste de défenseur. Joueur polyvalent, il y joue dans pratiquement tous les postes avant d'être transféré, en 1928, à l'Olimpia. C'est cependant comme attaquant qu'il se distingue en jouant pour beaucoup de clubs cubains dont deux des plus importants de l'époque, le Centro Gallego et le Juventud Asturiana. Une blessure au genou l'oblige à renoncer à sa carrière d'attaquant, et après avoir joué un temps comme gardien de but, il raccroche les crampons afin de devenir entraîneur.

### Carrière en sélection
López a l'honneur de jouer et marquer à l'occasion du premier match de l'équipe cubaine de football, le 16 mars 1930, contre la Jamaïque, dans le cadre de la 2e édition des Jeux d'Amérique centrale et des Caraïbes que Cuba remporte à domicile.
C'est pourtant quatre ans plus tard qu'il fait parler de lui, lors des éliminatoires de la Coupe du monde 1934, en marquant sept buts en six matchs. Titulaire du onze cubain des années 1930, seule une blessure au genou l'empêche de disputer la Coupe du monde 1938 en France.

#### Buts en sélection
Source consultée : www.soccer-db.info.

| Buts en sélection de Mario López Alfonso | Buts en sélection de Mario López Alfonso | Buts en sélection de Mario López Alfonso           | Buts en sélection de Mario López Alfonso | Buts en sélection de Mario López Alfonso | Buts en sélection de Mario López Alfonso | Buts en sélection de Mario López Alfonso |
|                                          | Date                                     | Lieu                                               | Adversaire                               | Score                                    | Résultat                                 | Compétition                              |
| ---------------------------------------- | ---------------------------------------- | -------------------------------------------------- | ---------------------------------------- | ---------------------------------------- | ---------------------------------------- | ---------------------------------------- |
| 1.                                       | 16 mars 1930                             | Gran Estadio Cervecería Tropical, La Havane (Cuba) | Jamaïque                                 |                                          | 3-1                                      | Jeux Am. centr. et Car. 1930             |
| 2.                                       | 16 mars 1930                             | Gran Estadio Cervecería Tropical, La Havane (Cuba) | Jamaïque                                 |                                          | 3-1                                      | Jeux Am. centr. et Car. 1930             |
| 3.                                       | 30 mars 1930                             | Gran Estadio Cervecería Tropical, La Havane (Cuba) | Costa Rica                               |                                          | 2-1                                      | Jeux Am. centr. et Car. 1930             |
| 4.                                       | 28 janvier 1934                          | Parc Leconte, Port-au-Prince (Haïti)               | Haïti                                    | 0-1                                      | 1-3                                      | Qualif. CM 1934                          |
| 5.                                       | 1er février 1934                         | Parc Leconte, Port-au-Prince (Haïti)               | Haïti                                    | 1-1                                      | 1-1                                      | Qualif. CM 1934                          |
| 6.                                       | 4 février 1934                           | Parc Leconte, Port-au-Prince (Haïti)               | Haïti                                    | 0-2                                      | 0-6                                      | Qualif. CM 1934                          |
| 7.                                       | 4 février 1934                           | Parc Leconte, Port-au-Prince (Haïti)               | Haïti                                    | 0-6                                      | 0-6                                      | Qualif. CM 1934                          |
| 8.                                       | 4 mars 1934                              | Parque Necaxa, Mexico (Mexique)                    | Mexique                                  | 3-1                                      | 3-2                                      | Qualif. CM 1934                          |
| 9.                                       | 4 mars 1934                              | Parque Necaxa, Mexico (Mexique)                    | Mexique                                  | 3-2                                      | 3-2                                      | Qualif. CM 1934                          |
| 10.                                      | 18 mars 1934                             | Parque Necaxa, Mexico (Mexique)                    | Mexique                                  | 0-1                                      | 4-1                                      | Qualif. CM 1934                          |

### Carrière d'entraîneur
Devenu entraîneur, il prend en charge le Centro Gallego entre 1948 et 1954. Après l'avènement de la Révolution cubaine en 1959, il continue son travail de formateur au sein de plusieurs équipes amateurs.
En 1960, il prend les rênes de l'équipe de Cuba, à l'occasion de la Coupe CCCF que les Cubains organisent à La Havane.

### Hommages
En 1999, il est inclus dans la liste des 30 meilleurs joueurs de la CONCACAF de tous les temps lors d'un vote organisé par l'IFFHS. En octobre 2002, l'AFC baptise de son nom l'École nationale de football, appelée désormais Escuela Nacional de Fútbol Mario López.

## Palmarès

### Joueur

#### En équipe de Cuba
- Vainqueur des Jeux d'Amérique centrale et des Caraïbes en 1930.

### Entraîneur
- Champion de Cuba[note 1] en 1951 et 1954 avec le Centro Gallego.